# Kristy, Are You Doing Okay?
Kristy, Are You Doing Okay? è il terzo singolo estratto dall'ottavo studio album della band punk Offspring, Rise and Fall, Rage and Grace.
Ha raggiunto la posizione numero 7 nella classifica Billboard Modern Rock Tracks.

## Significato
La canzone narra di una storia di abusi infantili accaduta veramente ad una bambina, amica d'infanzia di Dexter Holland.

## Video
Pubblicato inizialmente su AOL il 2 febbraio 2009 e solo successivamente su OffspringTV è stato diretto da Lex Halaby.
Dopo gli ultimi due fatti per buona parte in grafica computerizzata, questo mostra almeno un membro del gruppo: Dexter Holland, il quale canta e suona con una chitarra il brano.
Il video mostra il diario di Kristy nel quale lei stessa ha scritto di un evento traumatico. Un ragazzo nota questo ed inizia a sospettare che le sia successo qualcosa di spiacevole, ma non essendone certo non se la sente di parlare con lei e l'abbandona, lasciandola sola.
Nei concerti live Noodles è solito concedersi il lusso di fumare una sigaretta mentre suona la canzone.

## Formazione
- Dexter Holland – voce e chitarra acustica
- Noodles – chitarra e cori
- Greg K – basso
- Josh Freese – batteria (studio)
- Chris "X-13" Higgins – cori (studio)[2]

## Classifiche
| Classifica (2009)             | Posizione massima |
| ----------------------------- | ----------------- |
| Canada (rock)                 | 24                |
| Stati Uniti (adult top 40)    | 21                |
| Stati Uniti (alternative)     | 7                 |
| Stati Uniti (mainstream rock) | 38                |
| Stati Uniti (pop)             | 31                |